# Sumatroscirpus junghuhnii
Sumatroscirpus junghuhnii är en halvgräsart som först beskrevs av Friedrich Anton Wilhelm Miquel, och fick sitt nu gällande namn av Oteng-yeb. Sumatroscirpus junghuhnii ingår i släktet Sumatroscirpus och familjen halvgräs. Inga underarter finns listade i Catalogue of Life.